# Diuresis
La diuresis es la excreción de orina tanto en términos cuantitativos como cualitativos.
También se define como la cantidad de orina producida en un tiempo determinado.

## Diuresis normal
Desde el punto de vista cualitativo y cuantitativo, la diuresis hace referencia a: 
- la composición de la orina: agua, iones, compuestos orgánicos, ...
- el trayecto íntegro de la orina: formación de la orina en el riñón, transporte por el uréter, almacenaje en la vejiga y finalmente eliminación por medio de la uretra mediante la micción.

Desde el punto de vista cuantitativo, se habla de flujo de orina (medido en litros/día, mililitros/día o mililitros/minuto). El flujo urinario y el flujo de diuresis son sinónimos.
Un flujo urinario normal comprende entre 800 y 1500 mL al día, dependiente de la cantidad de fluido que se absorba.

## Terminología
En el caso de afecciones renales, la diuresis se ve perturbada: 
- Poliuria: diuresis superior a 2,5 L diarios
- Oliguria: diuresis inferior a 600 mL diarios
- Anuria: diuresis nula o inferior a 100 mL diarios
- Diuresis osmótica
- Diuresis hídrica

## Términos derivados
La diuresis puede estar relacionada con la eliminación de una sustancia urinaria determinada. Por ejemplo, la diuresis sódica corresponda a la excreción de sodio a través de la orina.